# Antra Cilinska
Antra Cilinska, née le 12 mars 1963 à Iecava en Lettonie, est une réalisatrice, scénariste et productrice de cinéma lettonne.

## Biographie
Cilinska est née dans la famille des médecins. Elle a été scolarisée à l'école no 50 de Riga. Diplômée de la faculté des langues étrangères de l'Université de Lettonie elle a suivi les cours des réalisateurs et producteurs de cinéma au Danemark organisés par EAVE. En 1981-1990, elle travaillait à Riga Film Studio, notamment au montage du film de Juris Podnieks Est-il facile d'être jeune ?. Antra Cilinska a repris la direction de la société de production Juris Podnieks après la tragique disparition de son fondateur le 23 juin 1992. Elle organise également les séminaires à l'Académie de la Culture de Lettonie.

## Filmographie

### Comme réalisatrice
- 2014 : 4.maija republika
- 2014 : Other Seven Ways
- 2010 : Is It Easy...? After 20 Years
- 2006 : Vai citi?
- 2006 : Papiņš
- 2004 : ES
- 2001 : Kas no kā rodas?
- 2001 : Mūsu barikāžu laiks
- 2001 : Rīga skatās bildes
- 2000 : Rebellious Lives: Ten Years on in Latvia
- 2000 : Baltijas sāga
- 1997 : Čaka ielas meitenes
- 1997 : Vai viegli būt...?
- 2005 : Provokācijas anatomija
- 1995 : Tālā gaita
- 1993 : Nepabeigtā filma

### Scénariste
- 2004 : ES
- 2001 : Rīga skatās bildes
- 2001 : Mūsu barikāžu laiks
- 2000 : Baltijas sāga
- 1997 : Vai viegli būt...?
- 1997 : Čaka ielas meitenes
- 1993 : Nepabeigtā filma

### Production
- 2014 : 4.maija republika
- 2014 : Vija Celmins (de Olafs Okonovs)
- 2014 : Un mois à la campagne (de Vera Glagoleva)
- 2012 : Gulf Stream under the iceberg
- 2010 : Kā Tev klājas, Rudolf Ming?
- 2010 : Wonderful Day (de Nils Skapans)
- 2007 : Puslācis
- 2007 : ...vēlos mājās pārnākt
- 2006 : Raganas poga
- 2006 : Vai citi?
- 2006 : Papiņš
- 2005 : Dina
- 2005 : Telefons
- 2004 : Nesalauztie
- 2004 : Redzi, Trusi... tētis brauc uz Londonu
- 2002 : Planēta "Zolitūde"
- 2001 : Kas no kā rodas?
- 2001 : Mūsu barikāžu laiks
- 2001 : Rīga skatās bildes
- 2000 : Baltijas sāga
- 1997 : Vai viegli būt...?
- 1997 : Čaka ielas meitenes
- 1996 : Kā tev klājas, Eidi?
- 1995 : Provokācijas anatomija
- Dzīves svinēšana
- Stum stum (de Ģirts Ēčs)